# 本島美和
本島 美和（もとじま みわ、1981年11月21日 - ）は、日本のバレリーナである。

## 略歴
東京都出身。東京都立豊多摩高等学校卒業。血液型:B型。身長:164cm。
- 6歳よりバレエを始める。
- 豊川美恵子バレエ教室を経て1993年に日本ジュニアバレエに選抜される。
- 1994年にAMスチューデンツに選抜される。
- 2001年より新国立劇場バレエ研修所第一期生となる。
- 同年、研究所卒業生としては第一号の新国立劇場バレエ団契約ソリストとなる。2011年より、プリンシパルに昇格。

## 人物・エピソード
- 豊川美恵子バレエ教室に通っていた時の友人が、女優の高野志穂である[2]。

## 出演

### バレエ
- カルメン（石井潤振付）2005年
- ドン・キホーテ 2005年
- 眠れる森の美女 2005年
- くるみ割り人形 2005年
- シンデレラ（アシュトン版）2006年
- ジゼル 2006年
- コッペリア（プティ版）2007年
- 椿姫（牧阿佐美版）2007年
- ラ・バヤデール 2008年
- アラジン（ビントレー振付）2008年

### バレエ以外

#### TV
- 日曜美術館（2009年6月14日放送）※西島千博とロダンの彫刻ポーズを再現した。

#### CM
- ロッテ おいしい素材
- サントリー DAKARA[3]
- ニベア花王 アトリックスビューティーチャージ

## 受賞歴
- 全国舞踊コンクール バレエ第1部第3位（2001年）
- 橘秋子賞スワン新人賞（2006年）